# فاسوباندو
فاسوباندو (Vasubandhu) (باللغة السنسكريتية: वसुबन्दु; traditional Chinese: 世親
 بينيينShìqīn;) (عاش في القرن الرابع) هو راهب بوذي هندي وأسس هو وأسانجا (Asanga)، أخوه غير الشقيق، مدرسة يوجاكارا الهندية. ومع ذلك، يرى بعض العلماء أن هناك شخصين مختلفين يحملان الاسم نفسه. ويعد فاسوباندو من بين أكثر الرموز المؤثرة في التاريخ البوذي بأكمله. وفي بوذية جودو شينشو، ينظر إليه بوصفه ثاني مؤسس. وهو المؤسس رقم 21 في مدرسة زن البوذية.

## السيرة الذاتية
يُقال إن فاسوباندو الذي كان برهمن عند ولادته، هو أخ غير شقيق لـ أسانجا، الذي يعد أحد الشخصيات البارزة الأخرى التي كان لها دور رئيسي في تأسيس مدرسة يوجاكارا. وكان أيضًا - هو وأخوه أسانجا غير الشقيق - أحد المزخرفين الست’ (أي كبار المعلقين الستة على تعاليم بوذا). وعاش في كاوسامبهي (قرب الله أباد حاليًا، وهناك تدرب في مدرسة سارفاستيفادا لنظام الرهبنة البوذية الواقعة في كاوسامبهي. وكان يعيش أثناء فترة حكم الملك شاندرا غوبتا الأول (Chandragupta I) - أبو سامودراغوبتا (Samudragupta). وهذا يجعلنا نقول مؤقتًا إن فاسوباندو عاش في القرن الرابع من العصر الحالي.
ويقال أن فاسوباندو تدرب في مدرسة الفايباشيكا-السارفاستيفادية عندما درس نصوص أبهيدهارما للفايباشيكا-السارفاستيفادية، الموجودة في نصوص ماها فيبهاسا (Mahā-vibhāsa). ولأنه لم يقتنع بهذه التعاليم، كتب موجزًا لتعاليم الفايباشيكا في مقاطع شعرية أبيدارما-كوسا وعلق عليها بنفسه في أبيدارماكوسا باسيا، التي لخص فيها مافيباسا وانتقدها من وجهة نظر السوترانتيكا.
ويقال أنه تحول بعد ذلك إلى اعتناق تقاليد الماهايانا بتأثير من أخيه، وعندئذ كتب عددًا من الأبحاث الضخمة، خصوصًا عن مذاهب يوجاكارا. وكانت أكثر الأبحاث تأثيرًا في تقاليد بوذيي شرق آسيا هي كتابه Vimśatikāvijñaptimātratāsiddhi «عشرون آية عن التصوير فقط» وTriṃśikā-vijñaptimātratā «ثلاثون آية عن التصوير فقط». وهذان النصان قرينان لا يفترقان. وترك فاسوباندو أيضًا كمًا هائلاً من الكتابات من بينها:
- تعليق على نظرية ماهايانا (Mahāyāna-samgraha)
- Dashabhumikabhasya (السوترا ذات العشرة مراحل)
- كاتوهاستكا ساسترا (Catuhśataka-śāstra)
- ماهايانا ساتادهارما-براكاسموخا ساسترا (Mahāyāna śatadharmā-prakāśamukha śāstra)
- أميتايوس ستروباديسا (Amitayus sutropadeśa)
- حديث حول الأرض النقية (Discourse on the Pure Land)
- فيجنابتيماتراتا ساسترا (Vijnaptimatrata Sastra)
- كارماسيدهيبراكارانا (Karmasiddhiprakarana) (أطروحة حول الإجراءات التعبدية)

## ومنطق البوذيين
ساهم فاسوباندو في إثراء منطق البوذيين ويُعتقد بأنه مبتكر المنطق الرياضي في التقاليد المعرفية المنطقية الدارمية. وكان فاسوباندو مهتمًا بصفة خاصة بالاعتماد على المنطق الرياضي في تدعيم إضافاته للتقاليد ذات الطابع الجدلي وفي مناظراته. ويعتقد أناكر (2005: ص 31) أن:

طريقة النقاش (فادا فيدهي) هو العمل الوحيد الباقي من أعمال فاسوباندو التي تتناول موضوع المنطق. وهو أقدم الأطروحات التي كتبها حول هذا الموضوع. وهذا ليس أمرًا هينًا إذ أن فادا فيدهي كانت هي الشرارة التي انطلقت منها شعلة المنطق الرياضي في الهند. ويشير اختياره لعنوان «طريقة النقاش» إلى أن اهتمامه الشديد بالمنطق ينبع أساسًا من رغبته في صياغة نقاشات رسمية خالية من الأخطاء، وإلى أن كتابه هذا جاء نتيجة لاهتمامه بالمناظرات الفلسفية.

## شخصان يحملان الاسم نفسه
كان البروفيسور إريك فراولنر (Erich Frauwallner) - خبير اللغويات البوذية - في أواسط القرن العشرين يفرق بين شخصين يسميان فاسوباندو أحدهما من اليوجاكارا والآخر من السوترانتيكا، ولكن رأيه لم يحظ ولو بقبول جزئي لدى كثيرين تأسيسًا على نصوص أبيدارما-ديبا المجهولة الكاتب، التي تنتقد أبيدارماكوسا وتشير صراحة إلى أن فاسوباندو هو المؤلف الوحيد لكلتا المجموعتين من الكتابات. ويُنسب إلى دان لوسهاوس (Dan Lusthaus) قوله: «لأن تقدم وتطور أفكاره... يظهر جليًا في هذه الأعمال، ولأن المفردات المستخدمة وأساليب النقاش متشابهة إلى حد بعيد في خلال النص، فالقول بوجود اثنين يسميان فاسوباندو لا يُعتد به.» وليس هناك إجماع من العلماء على هذا الرأي في الوقت الراهن.